# Victor Kim
Victor Kim (født 27. Juni 1986 også kendt som Victor King) er en sanger, artist, danser og entrepenør.
Han havde dansedebut da han optrådte i den tredje sæson af Americas Best Dance Crew med Quest Crew. Gruppen vandt den sæson. Arbejdet med Quest Crew har medført, at han har optrådt i mange lande i verden og han er med i en række musikvideoer, herunder Party Rock Anthem, Champagne Showers og Sexy and I Know It af LMFAO.
Han har også optrådt som gæstedanser på programmerne American Idol og So You Think You Can Dance. Han var også med i McDonald's jordbær-lemonade kampagne. Hans YouTube-videoer viser ham, hvor han spiller guitar, ukulele, klaver og trommer. Han udgav sin første plade den 15 november 2011. Han er medlem af gruppen YTF (Yesterday, Today, Forever) sammen med andre YouTube kendisser som Ryan Higa (nigahiga) og KevJumba.